# Aleksej II
Aleksej II (23. februar 1929 – 5. december 2008) var den 16. Patriark af Moskva og hele Rus' og derved overhoved for den russisk-ortodokse kirke.

## Æresbevisninger
Aleksej II blev Kommandør af Storkorset af Trestjerneordenen den 25. maj 2006.